# Hypsicera taiwana
Hypsicera taiwana là một loài tò vò trong họ Ichneumonidae.